# Numero di Eckert
Il numero di Eckert è un numero adimensionale usato nel campo della trasmissione del calore per convezione. È così chiamato in onore al professore Ernst R. G. Eckert.

## Definizione matematica
È definito come:
{\displaystyle {\mathit {Ec}}={\frac {V^{2}}{c_{p}\Delta T}}}
dove:
- {\displaystyle V} è una velocità caratteristica del fluido
- {\displaystyle c_{p}} è il calore specifico a pressione costante del fluido
- {\displaystyle \Delta T} è una differenza di temperatura caratteristica del fluido, variabile a seconda del moto del fluido (in condotta, su lastra piana, intorno ad un corpo tozzo ecc.).

## Interpretazione fisica
Esso esprime la relazione tra l'energia cinetica del fluido e l'entalpia.

## Applicazioni
È usato per caratterizzare i fenomeni dissipativi.